# لشکر ۷۸ پیاده (ایالات متحده آمریکا)
لشکر ۷۸ پیاده (انگلیسی: 78th Infantry Division) لشکر پیاده‌نظام نیروی زمینی ایالات متحده آمریکا است، که در سال ۱۹۱۷ تأسیس شد.
لشکر ۷۸ ارتش ایالات متحده در ۵ اوت ۱۹۱۷ تأسیس و در ۲۳ اوت ۱۹۱۷، بیش از چهار ماه پس از ورود آمریکا به جنگ جهانی اول، در کمپ دیکس، نیوجرسی، فعال شد. این لشکر شامل چهار هنگ پیاده‌نظام: ۳۰۹، ۳۱۰، ۳۱۱ و ۳۱۲؛ و سه هنگ توپخانه: ۳۰۷، ۳۰۸ و ۳۰۹ بود.
این لشکر در ابتدا در طرح استخدام ارتش ملی به نیویورک و شمال پنسیلوانیا اختصاص داده شده بود. در حالی که ستاد لشکر ۷۸ در ماه اوت فعال شد و اولین سربازان در سپتامبر رسیدند، تا اوایل ۱۹۱۸ به طور کامل فعال نبود. پس از چند ماه آموزش دیگر، لشکر ۷۸ در ماه مه و ژوئن ۱۹۱۸ به فرانسه منتقل شد.
لشکر ۷۸ پیاده یکی از واحدهای ارتش ایالات متحده است که در جنگ جهانی اول و جنگ جهانی دوم به عنوان لشکر ۷۸ پیاده نظام خدمت کرد و در حال حاضر واحدهای ذخیره نیروی زمینی ایالات متحده آمریکا را برای اعزام آموزش و ارزیابی می‌کند.